# Nahal Haredi

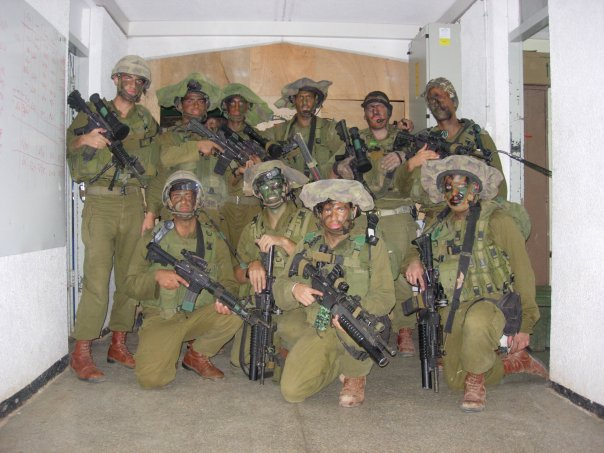

Nahal Haredi é um batalhão de infantería das Forças de Defesa de Israel também conhecido
como Netzah Yehuda. Desde 1948, os judeus ultra-ortodoxos estavam isentos de fazer o serviço militar enquanto estudavam nas yeshivas. Algumas das razões pelas quais os judeus ultra-ortodoxos se negavam a fazer o serviço militar, eram a não adaptação das Forças de Defesa de Israel a suas necessidades religiosas, a falta de comida kosher, o contacto entre homens e mulheres, e o pouco tempo dedicado ao estudo da Torá.

## História da unidade
A unidade estabeleceu-se no ano 1999 como um batalhão experimental da brigada Nahal com a missão de tentar a integração dos jovens voluntários ultraortodoxos.
O batalhão recruta hassidim dos movimentos Jabad-Lubavitch e Breslev bem como a jovens do movimento sionista religioso, e a voluntários do estrangeiro, provenientes das diferentes comunidades judias de todo mundo.
O 2005, todo o batalhão declarou publicamente sua negativa a participar na retirada da Faixa de Gaza.O batalhão Nahal Haredi faz parte da Brigada Kfir.
Após sua implantação no vale do rio Jordán, o batalhão operou na zona de Yenín perto Jabaliya, onde participou em várias operações anti-terroristas. Os voluntários do batalhão Netzah Yehuda servem três anos nas Forças de Defesa de Israel. Oferece-se-lhes formação académica durante seu último ano de serviço militar, para facilitar sua entrada no mercado trabalhista.
A insígnia da unidade é a cabeça de um leão, rodeada por duas asas, e sua gorra é de camuflagem.

## Referencias
1. 1 2  «jewishvirtuallibrary.org». Consultado em 8 de maio de 2019. Arquivado do original em 23 de dezembro de 2016
2. ↑  «www.nahalharedi.com». Consultado em 14 de julho de 2015. Arquivado do original em 3 de agosto de 2015
3. ↑  «www.nahalharedi.com». Consultado em 14 de julho de 2015. Arquivado do original em 2 de agosto de 2015